# Brinke Stevens
Charlene Brinkman, dite Brinke Stevens, est une actrice, mannequin et scénariste américaine née le 20 novembre 1954  à San Diego. Elle s'est fait connaître dans les années 1980 en tournant dans de nombreux films d'exploitation.

## Biographie
De son vrai nom Charlene Elizabeth Brinkman, elle a grandi à Crest, en Californie. Elle possède des origines allemandes et mongoles .
Après avoir obtenu un diplôme en biologie à l'Université de San Diego, elle s'inscrit à la Scripps Institution of Oceanography, pour étudier la biologie marine et se destine au départ à travailler avec les dauphins dans un institut d'océanographie,.
Elle entame finalement une carrière de mannequin et d'actrice. C'est après sa séparation avec le dessinateur de comics Dave Stevens en 1981, qu'elle obtient ses premiers rôles (notamment figurante dans le Body Double de Brian De Palma).
Elle se fait véritablement remarquer pour la première fois dans le slasher The Slumber Party Massacre (1982), où elle incarne Linda (rôle qu'elle reprendra dans une des suites en 2003, Cheerleader Massacre). Dans les années 1980, elle va acquérir une petite popularité en tant que Scream Queen, tournant notamment aux côtés de Michelle Bauer et Linnea Quigley, deux autres figures du cinéma d'épouvante et des films d'exploitation. Les trois actrices ont notamment tourné sous la direction de David DeCoteau dans Nightmare Sisters  puis Sorority Babes in the Slimeball Bowl-O-Rama. Elle a joué dans plus une centaine de productions, parmi lesquels le film de science-fiction Slave Girls, les captives de l'espace, ainsi que plusieurs films de Fred Olen Ray (Spirits, Bad Girls from Mars, Haunting Fear).
Brinke Stevens a par ailleurs été scénariste et réalisatrice sur plusieurs films, notamment Teenage Exorcist  (1991) (scénario) ou Terror Toons 4 (2022) (scénario et réalisation) . Dans le cadre de son activité de mannequin, elle a également fait la couverture du premier numéro de la revue Femmes Fatales, en 1992.

## Filmographie

### Cinéma et vidéo
- 1972 : Necromancy (scènes rajoutées en 1983)
- 1981 : Deux filles au tapis : figurante (non créditée)
- 1982 : The Slumber Party Massacre : Linda
- 1983 : Le collège s'envoie en l'air (Private School) : fille de l'école (non créditée)
- 1983 : The Man Who Wasn't There
- 1983 : Let's Do It! : la fille qui fait un jogging (non créditée)
- 1983 : Surf II : l’étudiante (non créditée)
- 1984 : Emmanuelle 4 : la fille de rêve (non créditée)
- 1984 : Hot Moves (non-créditée)
- 1984 : Sexy Shorts : Miss Utah (segment "Gimme Gimme Good Lovin'")
- 1984 : Spinal Tap : la petite amie (non créditée)
- 1984 : Les Jeux de la mort : fille de la douche (non créditée)
- 1984 : Les Rues de l'enfer (Savage Streets) (non créditée)
- 1984 : The Forgotten Ones : Maîtresse
- 1984 : Girls of Penthouse : la femme de la tour hantée
- 1984 : L'unique survivante (Sole Survivor) : Jennifer
- 1984 : Terminal Velocity
- 1984 : Body Double : la fille dans la salle de bains
- 1985 : La guerre des rues (Los Angeles Streetfighters) : la petite amie du boss (non créditée)
- 1985 : 24 Hours to Midnight : Devon Grady (voix)
- 1986 : Trois amigos ! : l’actrice du film muet (non créditée)
- 1987 : Slave Girls, les captives de l'espace : Shala
- 1987 : Nightmare Sisters : Marci
- 1988 : Sorority Babes in the Slimeball Bowl-O-Rama : Taffy
- 1988 : Y a-t-il un flic pour sauver la reine ? : fille brune dans la salle de bains (non créditée)
- 1988 : La Maison (en) (Grandma's House) : La femme
- 1988 : Warlords : la femme de Dow
- 1989 : Puzzle Mortel (The Jigsaw Murders) : La stripteaseuse
- 1989 : Transylvania Twist : Betty Lou
- 1989 : Murder Weapon (non-créditée)
- 1989 : La vengeance d'Eric (Phantom of the Mall: Eric's Revenge) : la fille dans le dressing (non-créditée)
- 1990 : Chinatown Connection : Missy
- 1990 : Haunting Fear : Victoria Munroe
- 1990 : The Boss : Sara
- 1990 : Spirits : Amy Goldwyn
- 1990 : Dark Romances, volume 1 : Diana
- 1990 : Dark Romances, volume 2 : Diana
- 1991 : Bad Girls from Mars : Myra
- 1991 : Scream Queen Hot Tub Party : Brinke Stevens
- 1991 : My Lovely Monster : Une invitée de la fête
- 1991 : Shadows in the City : La diseuse de bonne aventure
- 1991 : Teenage Exorcist : Diane
- 1992 : Les Racines du mal (Roots of Evil) : Candy
- 1992 : Munchie
- 1993 : Roses mortelles (Acting on Impulse) : La serveuse
- 1995 : Jack-O : la sorcière
- 1995 : Droid Gunner : Kitten
- 1995 : Mommy : Beth
- 1996 : Invisible Mom : Dr Price
- 1996 : Masseuse : la gérante de l'hôtel
- 1996 : Over the Wire : Jenny
- 1997 : Illicit Dreams 2 : Dianne
- 1997 : Mommy's Day : Beth
- 1997 : Hybrid : Dr Leslie Morgan
- 1998 : Mom, Can I Keep Her? : Jenna
- 1998 : Repligator : Dr Goodbody
- 1999 : The Kid with X-Ray Eyes : La « Sexy Girl » de l’agent X1
- 1999 : Auditions from Beyond : La narratrice (voix)
- 1999 : BUG BOY Adventures : L'ange gardien
- 2000 : Sideshow : Le Cirque des horreurs (Sideshow) : Madame Volosca
- 2000 : Crash dans l'océan (Submerged) (non créditée)
- 2000 : Julia Wept (court-métrage) : Kathryn
- 2000 : The Dance with Death (court-métrage) : L'ange de la mort
- 2000 : Blood on the Blacklot (court-métrage) : Sabrina Morgan
- 2001 : Horrorvision : Toni
- 2001 : The Vampire Hunters Club : Brinke
- 2001 : Victoria's Shadow : Victoria
- 2001 : Web of Darkness : Intensity
- 2001 : Eyes are Upon You : Amanda
- 2001 : Witchouse 3 : Demon Fire : Lilith
- 2001 : Real Time : Siege at Lucas Street Market : Janet
- 2002 : American Nightmare : Lisa
- 2002 : We're Coming to Help : Rachelle Alicina
- 2002 : Horror University (Frightening) : Mrs. Peterson
- 2002 : Hell Asylum : Le spectre
- 2002 : Bleed : Phyllis Patterson
- 2002 : The Bad Father (court-métrage) : Shady
- 2003 : Cheerleader Massacre : Linda
- 2003 : Deadly Stingers : Helen
- 2003 : Birth Rite : Mona Proctor
- 2003 : Zombieggedon : Laura Reynolds
- 2003 : Delta Delta Die! : Rhonda Cooper
- 2003 : Expendable : La petite amie de David
- 2003 : Final Appointment (court-métrage) : Dr Steiner
- 2003 : 5 Dark Souls, Part III: Retribution : Sandra Hess
- 2003 : Vicious : La campeuse
- 2004 : Les Portes de l’enfer : Dr Emily Thesiger
- 2004 : Vampires vs. Zombies : Julia
- 2004 : Dead Clowns : Lillian
- 2004 : Tele-Zombie
- 2004 : Blood Reaper : Sosha
- 2004 : Mark of the Astro-Zombies : Cindy Natale
- 2005 : The Naked Monster : Dr Nikki Carlton
- 2005 : Exterminator City : Une victime
- 2005 : Heaven Help Me, I'm in Love : Lily
- 2005 : October Moon : Nancy
- 2005 : Demon Sex : Dragonlady
- 2005 : Dead Things : Mama Mc Gill ( segment Prologue) / La secrétaire (segment The Wish) / Madison Donner (segment The Night Caller)
- 2005 : Slaughter Party : Donna Siebert
- 2006 : Speedbag
- 2006 : Skeleton Key : Spiderella
- 2006 : Revenge Live : Mrs. Norris
- 2006 : Evil Ever After : Linda
- 2007 : Bloody Toons : La sorcière
- 2007 : Crazy Animal : Mary Bruckenhiemer
- 2007 : The Two Sisters : Professeure Renee Davis
- 2007 : Head Case : Julie
- 2007 : Sigma Die! : Mrs. Angleman
- 2007 : Brinke's Tales of Horror
- 2008 : Her Morbid Desires : Brinke
- 2008 : October Moon 2: November Son : Nancy
- 2008 : Blood Scarab : Professeure Foran
- 2008 : Bryan Loves You : L'infirmière
- 2009 : Demon Divas and the Lanes of Damnation : Morgan / Morrigan
- 2009 : The Ritual : Julie
- 2009 : Caesar and Otto's Summer Camp Massacre : Sashi
- 2009 : George's Intervention : Judy
- 2009 : It Came from Trafalgar : Descenda Lou
- 2009 : Blood Siblings : Tante Molly
- 2010 : Post-Mortem : Julie Quinn
- 2010 : Psychosomatika : Dr Klopek
- 2010 : Bloodstruck : La psychiatre
- 2011 : Shy of Normal: Tales of New Life Experiences : Vinnie Judith Rosenberg
- 2011 : Bleed 4 Me : Lady Jasmine
- 2011 : Bloody Mary 3D : La maman d'Elle (voix)
- 2012 : The Summer of Massacre : Mrs. Williams
- 2012 : 1313: Cougar Cult : Edwina
- 2012 : Caesar and Otto's Deadly Xmas : Sashi
- 2013 : Axeman at Cutter's Creek : Sheriff Charlene Wopuzer
- 2013 : The Trouble with Barry : Brinke
- 2013 : Die Sister, Die! : Amanda Price
- 2013 : Head Cases: Serial Killers in the Delaware Valley : Julie Quinn
- 2013 : Lizzie Borden's Revenge : Abby Borden
- 2014 : Trophy Heads : Brinke Stevens
- 2014 : Disciples : Tatiana
- 2014 : 3 Scream Queens : Ellen
- 2015 : Caesar and Otto's Paranormal Halloween : Sashi
- 2015 : Jonah Lives : Zora
- 2015 : Terror Toons 3 : Pandora
- 2016 : Night of Something Strange : L'institutrice
- 2016 : The Tombstone (2016) : La diseuse de bonne aventure
- 2016 : Hot Tub Party Massacre : Jane Jensen
- 2016 : The Ouija Possession : Zora
- 2017 : Safe Inside : Betsy Kane
- 2017 : Adam K : Mrs. Kraul
- 2017 : Death House : Dr Banks
- 2017 : The Small Woman in Grey : Jessica Coorman
- 2018 : Stirring : Julie Cornell
- 2018 : If I Die : Grace Moss
- 2018 : Horndogs Beach Party : Tante Brinke
- 2018 : House of Pain : Brinke
- 2018 : The Invisible Mother : La diseuse de bonne aventure
- 2018 : Meathook Massacre 4 : Tante Mara
- 2019 : RobotWoman : Evangeline
- 2019 : I Wants Blood! : Lydia
- 2019 : Xenophobia : Karen
- 2019 : You Belong to Me : Detective Tina Nilan
- 2019 : Eminence Hill : Wilhelmina
- 2020 : Teacher Shortage : Kathryn
- 2020 : Axeman: Redux : Sheriff Charlene Wopuzer
- 2020 : Arachnado : Sergent Preston
- 2021 : Rattlers 2 : Rebecca
- 2021 : Ebola Rex Versus Murder Hornets : Sergent Preston
- 2021 : Killer Rose : Jenny Vevo
- 2021 : Jaws of Los Angeles : Dr Charlene Brinkeman
- 2021 : Infernum Obscura : Abagail Sloane
- 2021 : Operation Buffalo: A Human Trafficking Film : Naomi
- 2022 : Cross Hollow : Vivian Clark
- 2022 : Beneath the Old Dark House : Dominique Rashad
- 2022 : Liza: Warden from Hell : Greta
- 2022 : Don't Trick-Or-Treat Alone! : Lilith
- 2022 : Mark of the Devil 777: The Moralist, Part 2 : Tante Candace
- 2022 : Maya
- 2022 : Slumber Party Slaughter Party 2 (New Blood) : Detective Rose
- 2022 : Terror Toons 4 : Pandora
- 2022 : Sorority Babes in the Slimeball Bowl-O-Rama 2 : Taffy
- 2022 : Space Sharks : Rochelle
- 2022 : Beyond the Gates of Hell : Sheryl
- 2023 : Closet Monster : La mère de Veronica
- 2023 : Smart House : Cassandra
- 2023 : Arachnado 2: Flaming Spiders : Sergent Preston
- 2023 : The Haunted, the Possessed and the Damned : Maureen Kraul
- 2023 : Slumber Party Slaughter Party 2 : Jamie Lee

### Télévision
- 1982 : A New Day in Eden (série TV) (1 épisode)
- 1988 : Histoires de l'autre monde (série TV) (épisode Basher Malone) : Cindy
- 1993 :Roses mortelles (Téléfilm) : la serveuse
- 1994 :Garfield et ses amis (série TV) (1 épisode) : Vivacia (voix)
- 2012 :The Silicon Assassin Project (série TV) (4 épisodes) : Medusa
- 2017 :Season 13: The Radio Plays (mini-série) (3 épisodes) : Victoria Fairbanks
- 2019 :Boggy Creek - The Bigfoot Series (série TV) (1 épisode) : Garnet Anderson